# Universal Syncopations II
Universal Syncopations II is een muziekalbum van de Tsjechisch jazzcontrabassist Miroslav Vitouš. Op dit album is goed te horen dat Vitouš beïnvloed is door zijn voormalige collega’s uit Weather Report, begin jaren 70 van de 20e eeuw. De muziek klinkt in het verlengde van de muziek van die groep, maar is experimenteler. De titel verwijst naar waar het album is opgenomen: de Universal Syncopation Studios in Italië.

## Musici
- Miroslav Vitouš - contrabas;
- Bob Mintzer – tenorsaxofoon, basklarinet;
- Bob Malach – tenorsaxofoon;
- Randy Brecker – trompet;
- Daniele de Boneventura – bandoneon
- Vesna Vasko-Cáceres – stem;
- Gerald Cleaver, Adam Nussbaum - drums

## Composities
Het album wordt door Vitouš omschreven als Muziek voor ensemble, orkest en koor. Benoeming van een koor of orkest vindt niet plaats op het album; vermoedelijk worden die klanken via elektronische weg weergegeven;
1. Opera;
2. Breakthrough;
3. The Prayer
4. Solar Giant;
5. Mediterranean love
6. Gmoong
7. Universal Evolution
8. Moment.